# Turizam na Malti
Turizam je važan dio malteškog gospodarstva, njegov udio je 15% u bruto domaćem proizvodu. Turizam na Malti spada pod nadležnost ministarstva turizma, okoliša i kulture. Oko milijun i 200 tisuća turista godišnje posjeti Maltu, a najbrojniji su Nijemci, Englezi, Talijani i Grci.

## Pregled
Malta ima dugu i bogatu povijest, a to se ogleda u kulturnim atrakcijama otoka. U određenim trenutcima povijesti Maltom su vladali Feničani,  Kartažani, Rimljani i Bizant, ostavljajući mješavinu različitih arhitektonskih stilova i predmeta za istraživanje iza sebe. Suvremeni muzeji u zemlji i umjetničke galerije značajno pridonose turizmu Malte.
Sredozemno more koje okružuje Maltu je popularan za ronjenje. Iskusniji ronitelji moći će u dubinama naći povijesne artefakte iz Drugog svjetskog rata ili iz ranijeg vremena.

## Događaji
Glavni događaji vezani za turizam Malte odnose se na katolička slavlja. Tijekom Velikog tjedna brojne procesije i vjerske službe dominiraju zemljom. Još je popularni i veliki događaj karnevala, tradicija stara pet stoljeća, koji traje pet dana prije Pepelnice.
Jedan od najvećih sportskih održavanja na otoku je "Malta maraton". Održava se svake godine krajem veljače ili početkom ožujka te privlači brojne natjecatelje iz raznih krajeva svijeta. O velikom broju natjecatelja govori podatak da se za utrku 2010. prijavilo 1,400 natjecatelja.

## Vize
Pored važeće putovnice, pojedinim putnicima koji stižu na Maltu može biti potrebna i viza. Državljani Europske unije imaju pravo slobodno putovati u Maltu bez vršenja ikakve posebne formalnosti. Potpuni popis država čiji stanovnici su dužni imati vizu za ulazak u zemlju objavljen je na stranicama Ministarstva vanjskih poslova Republike Malte.
Trenutno, Malta ima Ugovor o olakšavanju viznog sustava s osam zemalja: Albanijom, Bosnom i Hercegovinom, Moldavijom, Sjevernom Makedonijom, Rusijom, Srbijom i Ukrajinom. Hrvatski državljani mogu putovati u Republiku Maltu s važećom putovnicom i osobnom iskaznicom.